# 僕のワンダフル・ジャーニー
『僕のワンダフル・ジャーニー』（ぼくのワンダフルジャーニー、A Dog's Journey）は、2019年のアメリカ合衆国のドラマ映画。監督はゲイル・マンキューソ、主演はジョシュ・ギャッドとデニス・クエイドが務めた。本作はW・ブルース・キャメロンが2012年に発表した『A Dog's Journey』を原作としている。また、本作は2017年の映画『僕のワンダフル・ライフ』の続編でもある。

## ストーリー
老犬ベイリーは飼い主のイーサンとハンナの夫妻に可愛がられ、幸福な日々を過ごしていた。ベイリーは夫妻の孫娘であるクラリティ（CJ）と遊ぶのが何よりも好きだったが、CJの母親（グロリア）は犬嫌いであったため、ベイリーのことを疎んじていた。グロリアはCJの世話をまともにしようとせず、義理の親であるイーサンとハンナとの関係も悪化の一途を辿っていた。最終的に、グロリアはCJを連れてモンゴメリー夫妻の家を出ることになった。孫娘と離ればなれになった夫妻は悲しみに暮れたが、ほどなくして、ベイリーの胃に大きな腫瘍が見つかった。ベテランの獣医でも手の施しようがなかったため、ベイリーは安楽死させられることになった。別れ際、イーサンは「どうかCJのことを見守ってやって欲しい」とベイリーに言った。ベイリーは愛する飼い主の願いを聞き入れ、再度転生の旅を行うことにした。

## キャスト
※括弧内は日本語吹替
- ベイリー / モリー / ビッグ・ドッグ / マックス の声: ジョシュ・ギャッド（高木渉）
- クラリティ・ジューン（CJ）: キャスリン・プレスコット（早見あかり[6]）
  - 少女時代のCJ: アビー・ライダー・フォートソン（下地紫野）
  - 幼少期のCJ: エマ・ヴォルク（久野美咲）
- イーサン・モンゴメリー: デニス・クエイド（大塚明夫） - ベイリーの飼い主。
- ハンナ・モンゴメリー: マーグ・ヘルゲンバーガー（松岡洋子） - イーサンの妻。
- グロリア: ベティ・ギルピン（朴璐美） - CJの母親。
- トレント: ヘンリー・ラウ（石川界人） - CJの幼馴染み。
  - 少年時代のトレント: イアン・チェン（英語版）（松本沙羅）
- ヘンリー: ジョニー・ガレッキ（田村真） - グロリアの夫でCJの父親。故人。
- シェーン: ジェイク・マンリー（英語版）（鈴木達央） - CJに懸想する男。
- リースル: ダニエラ・バルボサ（前田玲奈） - トレントの恋人。
- ビッグ・ジョー: コンラッド・コーツ（英語版）（斉藤次郎） - ビッグ・ドッグの飼い主。
- バリー: ケヴィン・クレイドン（阪口周平）

## 製作
2017年6月21日、中国で興行的成功を受けて、『僕のワンダフル・ライフ』の続編の製作が決まったと報じられた。2018年8月26日、ジョシュ・ギャッド、デニス・クエイド、ベティ・ギルピンがキャスト入りした。本作の主要撮影は同月中に始まった。

## マーケティング・興行収入
2019年1月29日、本作のオフィシャル・トレイラーが公開された。
本作は『ジョン・ウィック:パラベラム』及び『サン・イズ・オールソー・ア・スター 引き寄せられる2人』と同じ週に封切られ、公開初週末に1000万ドル前後を稼ぎ出すと予想されていたが、実際の数字はそれを下回るものとなった。2019年5月17日、本作は全米3267館で公開され、公開初週末に803万ドルを稼ぎ出し、週末興行収入ランキング初登場4位となった。

## 評価
本作に対する批評家の評価は平凡なものに留まっている。映画批評集積サイトのRotten Tomatoesには58件のレビューがあり、批評家支持率は48%、平均点は10点満点で5.16点となっている。サイト側による批評家の見解の要約は「『僕のワンダフル・ジャーニー』は感傷的に過ぎる作品である。しかし、飼い主に懸命に尽くす犬の姿を見れば、斜に構えた観客でさえも涙を流してしまうかもしれない。」となっている。また、Metacriticには15件のレビューがあり、加重平均値は43/100となっている。なお、本作のCinemaScoreはAとなっている。